# Tiaricodon
Tiaricodon is een geslacht van neteldieren uit de familie van de Halimedusidae.

## Soort
- Tiaricodon coeruleus Browne, 1902